# Ustrój polityczny Mauritiusa
Konstytucja Mauritiusa określa ustrój państwa jako republikę. Głową państwa jest wybierany przez Zgromadzenie Narodowe prezydent, którego kadencja trwa 5 lat.

## Władza wykonawcza
Władza wykonawcza na Mauritiusie należy do Rady Ministrów na której czele stoi mianowany przez prezydenta premier. Ten tworzy rząd składający się z członków Zgromadzenia Narodowego.

## Władza ustawodawcza
Rolę władzy ustawodawczej na Mauritiusie pełni jednoizbowe Zgromadzenie Narodowe, którego kadencja trwa 5 lat. Składa się z 62 członków wybranych w wyborach oraz do 8 członków, którzy nie zostali wybrani w celu zwiększenia reprezentacji mniejszych partii oraz mniejszości. 